# Lepidodactylus buleli
Lepidodactylus buleli là một loài thằn lằn trong họ Gekkonidae. Loài này được Ineich mô tả khoa học đầu tiên năm 2008.